# Кремлёв, Умар Назарович
Ума́р Наза́рович Кремлёв (настоящая фамилия — Лутфуллоев; род. 1 ноября 1982, Серпухов, Московская область, РСФСР, СССР) — российский и международный спортивный функционер. Президент Международной ассоциации бокса (IBA) (с 12 декабря 2020 года), первый вице-президент Европейской конфедерации бокса (EUBC) (с февраля 2019 года). Действующий член исполнительного комитета и бывший генеральный секретарь Федерации бокса России (2017—2020).
За время пребывания Кремлёва на посту главы IBA он активно рекламировал себя, перенёс деятельность IBA в Россию, отстранил Украину от участия в IBA и сделал российского государственного энергетического гиганта «Газпром» единственным спонсором IBA. Отношения IBA с Международным олимпийским комитетом (МОК) ухудшились за время пребывания Кремлёва на этом посту. МОК лишил IBA аккредитации и забрал контроль над соревнованиями по боксу на Олимпийских играх 2024 года в Париже, как и на Олимпийских играх 2020 года в Токио. МОК заявил, что IBA не смогла решить проблемы управления, финансирования и коррупции. 

## Биография
Умар Лутфуллоев в юности занимался боксом под руководством тренера Алексея Галеева, в 19 лет оставил бокс. Высшее образование получил в Московской государственной академии коммунального хозяйства и строительства. Имел судимости за вымогательство (2004) и нанесение побоев (2007). По словам самого Кремлёва, впоследствии вёл предпринимательскую деятельность в таксомоторной, строительной и охранной сферах, а также в сфере общественного питания. 
С 2009 по 2012 года занимал должность президента Центра стратегического развития и модернизации. В 2010 году сменил фамилию на Кремлёв. В середине 2010-х годов начал карьеру боксёрского промоутера, основав агентство «Патриот». В 2013 году вступил в байкерский клуб «Ночные волки», где познакомился с высокопоставленными чиновниками, но позже покинул клуб.
До июля 2017 года занимал пост главы промоутерской компании «Патриот», выступал менеджером и промоутером таких боксёров, как Рой Джонс-младший, Фёдор Чудинов, Дмитрий Чудинов и Михаил Алоян.
В 2016 году при поддержке руководства Федеральной службы охраны РФ, в частности Алексея Рубежного, стал генеральным секретарём, а затем президентом Федерации бокса России. Под его руководством финансовое положение федерации значительно улучшилось. Кремлёв утверждает, что федерация существует на частные средства, не получая бюджетного финансирования. Основными спонсорами федерации стали букмекерская компания «Лига ставок» и «Национальная лотерея», которые, по данным расследований, фактически принадлежат самому Кремлёву. Также среди партнёров федерации появился автодилер «Рольф», который, согласно некоторым источникам, также перешёл под контроль Кремлёва.
В 2020—2023 годах при содействии государственных структур Кремлёв получил значительный контроль над букмекерским рынком России. Этому способствовали законодательные изменения, инициированные на высоком уровне. В 2020 году был принят закон о едином центре учёта ставок, а в 2021 году указом президента РФ Владимира Путина компания Кремлёва ЦУПИС была назначена единым оператором всех букмекерских ставок в стране. Кремлёв также стал бенефициаром трёх крупнейших букмекерских компаний России: «Фонбет», «Пари» и «Лига ставок». Кроме того, он получил контроль над Единым регулятором азартных игр (ЕРАИ), созданным для надзора за букмекерской деятельностью.
В 2020 году избран президентом Международной ассоциации бокса (IBA). Избрание Кремлёва вызвало неоднозначную реакцию в международном боксёрском сообществе из-за его прошлого и связей с российскими властями. Под руководством Кремлёва IBA заключила спонсорский контракт с «Газпромом», что усилило конфликт с Международным олимпийским комитетом (МОК). Организует международные турниры, не признанные МОК. В 2023 году вошёл в состав официальной российской делегации во время визита президента РФ в Китай.

## Карьера в спорте

### В России
С 1 февраля 2017 года — член исполнительного комитета, позднее — генеральный секретарь Федерации бокса России. Неоднократно принимал участие в организации масштабных мировых боксёрских мероприятий, среди которых выделяются полуфинал Всемирной боксёрской суперсерии Мурат Гассиев — Юниер Дортикос и финал Всемирной боксёрской суперсерии Мурат Гассиев — Александр Усик. Инициатор учреждения государственного праздника — Дня российского бокса, а также международного Дня бокса — 22 июля (в 2017 году организовал открытую тренировку на Красной площади с участием около 3 тысяч человек). Инициатор проведения I и II Международных боксёрских форумов, которые прошли 1—4 февраля 2018 года в Сочи и 12—16 июня 2019 года в Екатеринбурге, а также создание Всемирного боксёрского фонда, главой которого и стал Кремлёв.
Под руководством Кремлёва Федерация бокса России была признана EUBC лучшей национальной федерацией по итогам 2018 года.

### В мире
3 ноября 2018 года на Конгрессе Международной ассоциации бокса (AIBA) в Москве Умар Кремлёв большинством голосов (63 голоса) был избран в Исполком ассоциации, став первым гражданином России в Исполкоме. На исполкоме AIBA, который проходил с 8 по 9 февраля 2019 года в Стамбуле (Турция), он возглавил комиссию AIBA по маркетингу, а 23 февраля был избран на пост Первого вице-президента Европейской конфедерации бокса (EUBC) большинством голосов (25 из 40). Выборы нового состава исполкома и вице-президентов EUBC прошли на генеральной ассамблее в Москве.
12 декабря 2020 года AIBA в онлайн-формате провела выборы нового президента после того, как в отставку подал Гафур Рахимов. На пост, помимо генерального секретаря Федерации бокса России и вице-президента Европейской конфедерации бокса Умара Кремлёва, претендовали четверо кандидатов. Умар Кремлёв получил поддержку от 86 (57,6 %) делегатов, участвовавших в голосовании, почти в два раза обогнав своего ближайшего конкурента из Нидерландов Бориса ван дер Ворста (45 голосов). Кремлёв стал третьим гражданином России, возглавившим крупную федерацию по олимпийскому виду спорта, после Алишера Усманова (Международная федерация фехтования — FIE) и Владимира Лисина (Международная федерация стрелкового спорта — ISSF). После избрания Кремлёв сообщил, что на новой должности сконцентрируется на восстановления статуса AIBA в международном спортивном сообществе, единстве всех национальный федераций бокса, антидопинговой работе и создании академий бокса на каждом континенте для обучения спортсменов, тренеров и судей.
В связи с тем, что деятельность AIBA временно была приостановлена в 2019 году из-за нарушения требований МОК в плане финансов, управления, судейства и этики, соревнования по боксу в 2021 году в Токио проводились уже специальной комиссией МОК, а не AIBA. В 2021 году Кремлёв заявил, что погасил долги AIBA, которые составляли на момент его избрания около 20 млн долларов США.
13 мая 2022 года переизбран на должность главы IBA на безальтернативной основе: его основной конкурент, нидерландец Борис ван дер Ворст, был отстранён от выборов из-за учреждения группы, которую IBA обвинила в проведении предвыборной агитации вне «электорального периода». Позже Спортивный арбитражный суд отменил решение о снятии ван дер Ворста с выборов. 25 сентября 2022 года в Ереване состоялся конгресс IBA, в ходе которого национальные федерации отказались от проведения перевыборов, тем самым поддержав Умара Кремлёва.

## Скандалы
В июле 2019 года AIBA начала расследование в отношении Кремлёва, связанное с предполагаемыми уголовными обвинениями в прошлом. Расследование было инициировано подавшим в отставку временным президентом AIBA Мохамедом Мустасаном. В августе 2019 года в газете «Советский спорт» было опубликовано журналистское расследование, в котором критике подверглась деятельность Кремлёва на посту секретаря и непосредственно его фигура. Деятельность Кремлёва осудили ряд членов боксёрского сообщества РФ в открытом письме, где они утверждали о неудовлетворительном состоянии дел в Федерации бокса России, сложившемся за время работы Кремлёва. Тем не менее 16 августа 2019 года дисциплинарная комиссия AIBA окончательно закрыла дело Кремлёва в связи с необоснованностью обвинений, которые опирались «на отчёт, основанный на данных сомнительной достоверности», то есть включавший только журналистские источники, которые «не всегда надёжны и могут быть предвзяты».
В декабре 2019 года Кремлёв заявил, что в связи с лишением российских спортсменов права выступать под флагом России на чемпионатах мира и Олимпийских играх готов добиваться отмены вынесенного решения путём судебных тяжб.
Международный олимпийский комитет (МОК) был обеспокоен деятельностью IBA под руководством Кремлёва. Кремлёв связан с Владимиром Путиным, перевёл большую часть операций IBA из Лозанны (Швейцария) в Россию, тратил значительные средства на саморекламу и выступал против независимого назначения судей и арбитров. МОК также был встревожен тем фактом, что единственным спонсором IBA является российская компания «Газпром», которая поддерживает вторжение России на Украину. В сентябре 2022 года IBA проголосовала против президентских выборов, закрепив положение Кремлёва в качестве президента организации.
В 2023 году под руководством Кремлёва разразился скандал на чемпионате мира по боксу. Алжирская боксёрша Иман Хелиф была дисквалифицирована через три дня после победы над непобеждённой ранее российской спортсменкой Азалией Аминевой. IBA объяснила дисквалификацию Хелиф и тайваньской боксёрши Лин Юйтин непрохождением теста по установке пола для спортсменок. У обеих биологический пол был мужской. IBA не предоставила конкретных деталей о природе этих тестов или их результатах, что вызвало подозрения в непрозрачности процесса. Ситуация получила продолжение на Олимпиаде-2024 в Париже, где участие Хелиф и Лин вызвало новую волну споров о их гендерной принадлежности из-за их предыдущей дисквалификации. Кремлёв использовал этот момент для резкой критики МОК, заявив, что Олимпиада «горит от чистого дьявольства». Он также лично оскорбил президента МОК Томаса Баха, назвав его «злом» и призвав к немедленной отставке.

## Награды
- Медаль ордена «За заслуги перед Отечеством» II степени (11 марта 2020) — за большой вклад в развитие физической культуры и спорта, многолетнюю добросовестную работу[53].
- Орден Звезды Карагеоргия II степени (15 февраля 2022, Сербия) — за взаимодействие между странами и весомый вклад в развитие бокса, кульминацией которого стала организация чемпионата мира по боксу среди мужчин в Белграде в конце 2021 года[54].
- Лауреат международной премии The Golden Gloves Award в категории «Лучший менеджер года» (2015)[12].

По некоторым источникам, был также отмечен такими наградами, как Почётная грамота Президента Российской Федерации, медаль «25 лет Службе безопасности президента РФ», Благодарность Президента Российской Федерации «за многолетнюю и добросовестную работу и активную общественную деятельность» и крест международного ордена «Георгиевская Слава».

## Взгляды на спорт
Кремлёв негативно относится к смешанным боевым единоборствам, утверждая, что ценности подобных соревнований не совпадают с боксёрскими ценностями. В частности, он утверждал, что в MMA идут спортсмены, которые не состоялись в борьбе, боксе и рукопашных боях и которые при этом не отличаются спортивным поведением.